# Mariquita (Tolima)
Mariquita is een gemeente in het Colombiaanse departement Tolima. De gemeente telt 32.642 inwoners (2005). De belangrijkste landbouwproducten van de gemeente zijn suikerriet, avocado en mangostino's. Van dit laatste exotische fruit is het de hoofdstad van Colombia.

## Geboren
- Gilberto Rodríguez Orejuela (1939-2022), drugscrimineel
- Miguel Rodríguez Orejuela (1943), drugscrimineel
- Andrés Ardila (1999), wielrenner

Alpujarra · Alvarado · Ambalema · Anzoátegui · Armero · Ataco · Cajamarca · Carmen de Apicalá · Casabianca · Chaparral · Coello · Coyaima · Cunday · Dolores · Espinal · Falan · Flandes · Fresno · Guamo · Herveo · Honda · Ibagué · Icononzo · Lérida · Líbano · Mariquita · Melgar · Murrilo · Natagaima · Ortega · Palocabildo · Piedras · Planadas · Prado · Purificación · Rioblanco · Roncesvalles · Rovira · Saldaña · San Antonio · San Luis · Santa Isabel · Suárez · Valle de San Juan · Venadillo · Villahermosa · Villarrica
- Virtual International Authority File: 127918836